# Phare de Sakai
Le phare de Sakai (旧堺燈台, kyūsakaitōdai) est un ancien phare maritime situé dans l'arrondissement Sakai-ku de la ville de Sakai, au Japon.

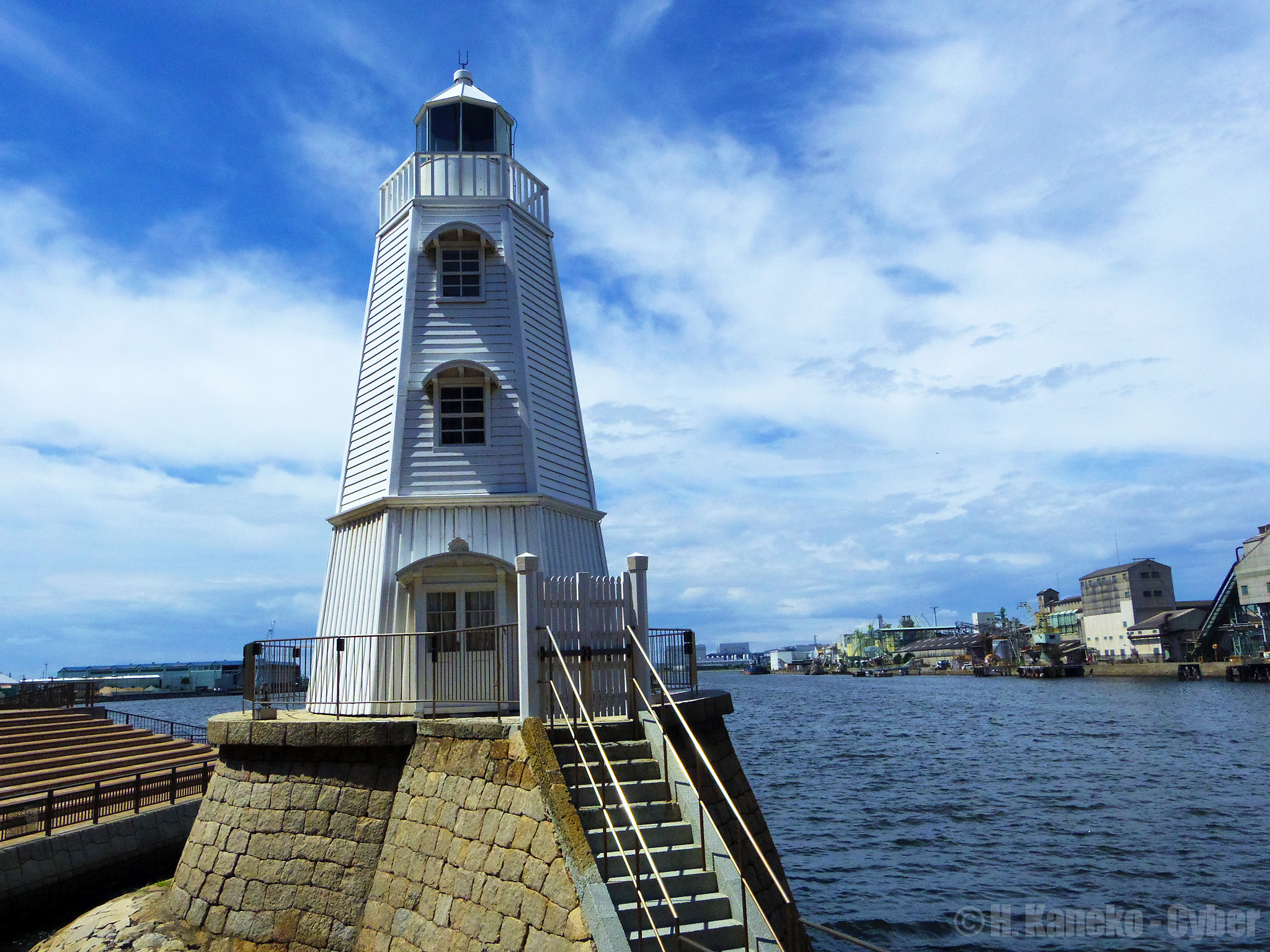
Le phare de Sakai, en 2012.

## Description
Le phare a été construit en 1877; il mesure 11, 3 m de haut. La construction en bois est de forme hexagonale.

## Histoire
Le phare a été conçu par un architecte anglais, Biggleston. Il a été financé par souscription publique. Il a fonctionné jusqu'en 1968. Entre 2001 et 2007, on y a procédé à des travaux de restauration.

## Protection
Le phare est classé site historique du Japon.